# Solar Condes de Resende
O Solar Condes de Resende, também referido como Quinta da Costa, é um antigo solar localizado em Canelas, no Município de Vila Nova de Gaia, Distrito do Porto, em Portugal, e que atualmente é a Casa Municipal da Cultura.

## História
Antiga propriedade senhorial, o solar encontra-se referido documentalmente pela primeira vez na "Carta de Negrelos" (1042), pelo que se presume a sua edificação seja do final do século X ou do início do século XI.
Foi conhecida como Quinta da Costa, uma vez que pertenceu a Tomé da Costa, um fidalgo de Vila Nova de Gaia que serviu o reino durante o período da Dinastia Filipina. Da família dos Costa transitou para a dos viscondes de Beire e, finalmente, para a dos condes de Resende, por casamento do 4° conde de Resende, D. António Benedito de Castro, em 1843.
O solar foi frequentado pela família Castro na época balnear, quando buscavam a praia da Granja para passeios e festividades, uma vez que a residência fixa da família durante o ano era outro solar, à Praça da República no Porto. Tiveram entretanto que se mudar definitivamente para o solar em Vila Nova de Gaia, quando foram expropriados pela abertura da rua Álvares Cabral, em 1895.
A solar foi adquirido pela Câmara Municipal de Vila Nova de Gaia em 1982, a partir de quando sofreu intervenção de restauro, sendo requalificado como Casa Municipal de Cultura. Desse modo, passou a albergar uma biblioteca, um núcleo museológico de arqueologia, uma coleção de obras de Marciano Azuaga, um jardim de camélias com a estátua de Eça de Queirós e salas de exposição. Sedia, deste modo, diversos eventos culturais e educacionais como exposições temporárias (artes, aulas de pintura, inglês, colóquios, danças de salão, e outras).

## Características
O solar regula uma decoração bastante contida de um barroco regional, patente nas molduras das janelas e dos vãos das portas: o exterior mostra-se sóbrio enquanto que no interior se desenrolam as actividades familiares e de trabalho quotidianas. Assim deveria ser a conduta de um nobre: sóbrio no exterior e íntegro no seu interior. Este cariz atual adveio da sua remodelação no século XVIII que lhe terá conferido a sua aparência atual.
Destinava-se o andar de baixo às lides domésticas e às funções do trabalho diário (que incluia armazéns onde se guardavam as rendas em géneros), enquanto que o piso superior era o andar nobre onde se desenrolava o panorama das funções de lazer e habitação. Estes dois pisos desenrolam-se em três corpos principais de planta em "L".
O solar compreende ainda uma capela semi-privada sob a invocação de São Tomé, motivo de esta se situar extra-muros do edifício. É uma capela bastante simples e pequena, e que estava aberta a todos os que aí quisessem devocionar enquanto que os Condes assistiam aos atos litúrgicos, ou simplesmente oravam, no coro alto.